# Massengräber in Hoče-Slivnica
Massengräber entstanden auf dem Gebiet der heutigen Gemeinde Hoče-Slivnica, Slowenien, während des Zweiten Weltkriegs und danach. 
Bisher wurden sieben Gräber dokumentiert. 

## Massengräber in Ortschaften der Gemeinde

### Bohova
In Bohova wurde ein Massengrab gefunden. 
- Das Bohova Massengrab (slowenisch: Grobišče Bohova) befindet sich in Marof-Wald 150 Meter südöstlich der  Autobahn. Anzahl und Herkunft der Getöteten konnten nicht identifiziert werden.[1]

### Slivniško Pohorje
In Slivniško Pohorje wurden fünf Massengräber aus der Zeit unmittelbar nach dem Zweiten Weltkrieg gefunden. 
Sie alle enthalten die sterblichen Überreste einer großen Anzahl von Zivilisten verschiedener Nationalitäten und Kriegsgefangenen, die ins Bachergebirge transportiert und im Mai und Juni 1945 ermordet wurden. 
- Das Massengrab Slivniško Pohorje (slowenisch: Grobišče Slivniško Pohorje) befindet sich in der Schlucht eines Nebenarms des Polana-Baches (Polanski potok)[2].

Vier weitere Massengräber liegen entlang der Hauptstraße im westlichen Teil der Siedlung. 
- Die Massengräber Lebejeva frata 1-3 sind nördlich der Straße gruppiert.[3][4][5]
- Das Grab Raščenkova bukva liegt südlich der Straße.[6]

### Hočko Pohorje
In Hočko Pohorje wurden zwei Massengräber nördlich des Weilers Legvanjčani gefunden. Sie enthalten die Überreste von Zivilisten und/oder Kriegsgefangenen, die aus Maribor und Umgebung in das Pohorje-Gebirge transportiert und im Mai und Juni 1945 ermordet wurden.